# Макаров Михайло Маркович
Мака́ров Миха́йло Ма́ркович — український сценарист.
Народився 28 листопада 1904 р. в Одесі в родині службовців. Помер 6 серпня 1985 р. там же. Працював редактором і головою Комітету радіомовлення, редактором, начальником сценарного відділу і сценаристом Одеської кіностудії художніх фільмів.
Автор сценаріїв багатьох документальних і науково-популярних стрічок, серед яких: «Багатолітні бобові й злакові трави» (1947), «Майбутнє починається сьогодні» (1959), «Техніка безпеки при будівництві мостів» (1962), а також художнього фільму «Пароль свободи» (1956, к/с ім. М.Горького) та ін.
Нагороджений Почесною Грамотою Президії Верховної Ради України.
Був членом Спілки кінематографістів України.